# Ȯ
Ȯ bzw. ȯ ist ein Buchstabe des lateinischen Schriftsystems, der sich vom Buchstaben O ableitet mit einem Punkt darüber.
Verwendet wird er z. B. in der livischen Sprache. 

## Darstellung am Computer
Unicode enthält den „kombinierenden Punkt darüber“ am Codepunkt U+0307.